# 切尔恩齐农村居民点
切尔恩齐农村居民点（俄语：Чернцкое сельское поселение）是俄罗斯联邦伊万诺沃州列日涅沃区所属的一个农村居民点。其下辖有20个居民点，行政中心为Чернцы。据2015年统计，该农村居民点的人口为1334人。